# Nusstorte

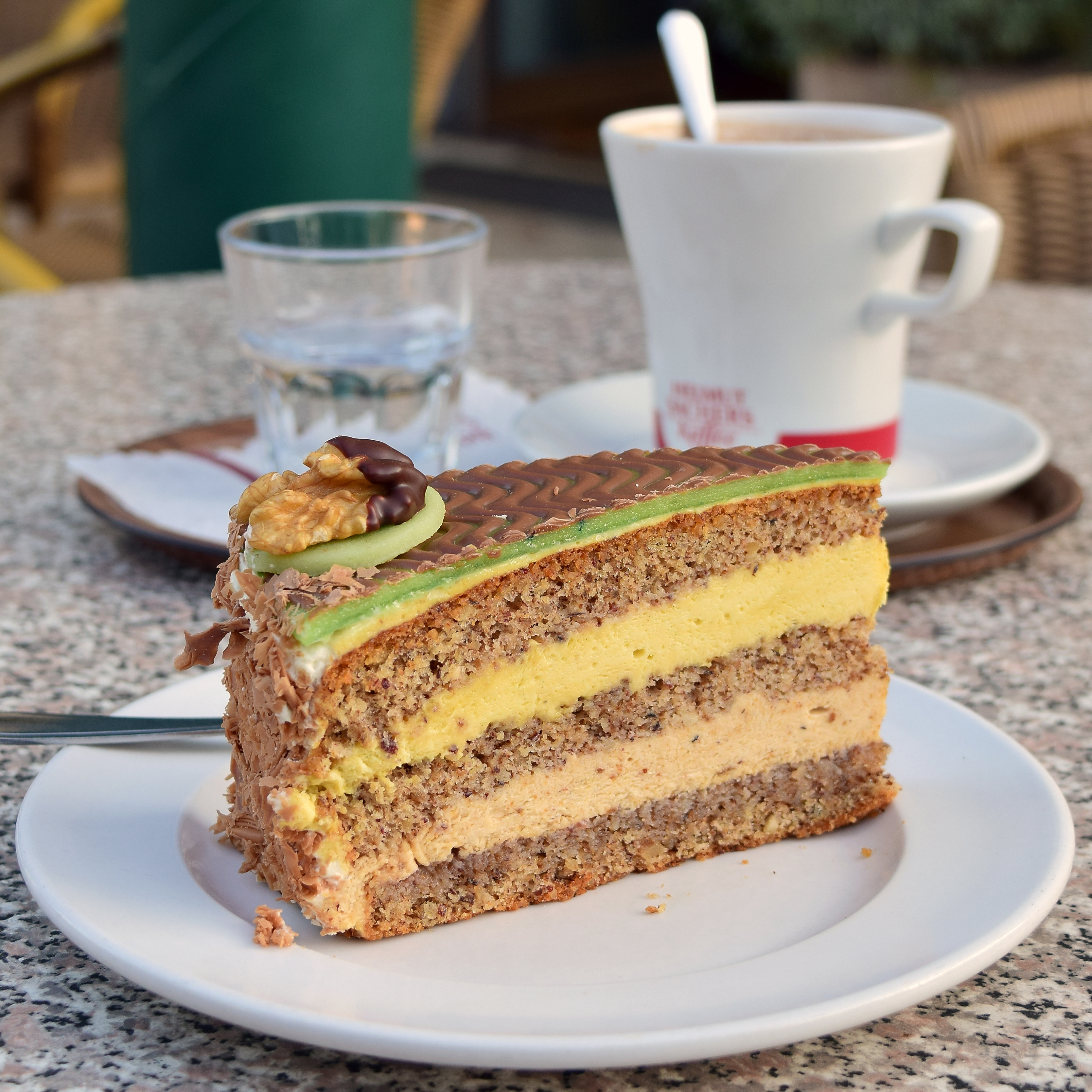
Nusstorte mit Marzipan

Nusstorte ist eine feine Backware, deren Tortenböden meist aus einer Wiener Masse mit Nuss- oder Mandelzusatz hergestellt werden. Nusstorten aus Walnüssen und Mandeln sind insbesondere in der österreichischen Küche bekannt. Die Tortenböden werden entweder mit einer Fülle aus Obers, Staubzucker und feingeriebenen Walnüssen oder mit Ribiselmarmelade zusammengesetzt, anschließend mit der gleichen Creme oder anderweitig überzogen. Zum Dekorieren werden meist Walnusshälften verwendet. Verschiedene Rezepte wurden schon im 19. Jahrhundert veröffentlicht.
Niederegger Nusstorte wird mit Haselnüssen und Marzipan hergestellt.